# Sumberdem
Sumberdem is een bestuurslaag in het regentschap Malang van de provincie Oost-Java, Indonesië. Sumberdem telt 3995 inwoners (volkstelling 2010).